# 돈아 돈아 돈아
"돈아돈아돈아"는 1991년에 개봉한 대한민국의 영화이며 실제 주인공을 닮은 연극배우를 주인공으로 발탁해 화제가 됐다.

## 캐스팅
- 김상중 : 달호 역
- 김혜란 : 정아 역
- 노경주 : 미란 역
- 주리혜 : 숙희 역
- 민복기 : 나영 역
- 김인문 : 아버지 역
- 염해숙 : 어머니 역
- 최명숙 : 달자 역
- 이지산 : 나영남편 역
- 이영호 : 장관 역
- 유성 : 미란비서 역
- 오희찬 지배인 역
- 장정국 : 직원 역
- 정영국 : 김 상무 역
- 길달호 : 맹인 역
- 조영이 : 여인 역
- 조영선 : 여인 역
- 채문성 : 달호친구 역
- 송병선 : 달호친구 역
- 조혜은 : 정아친구 역
- 이석구 : 채권자 역
- 나갑성 : 채권자 역
- 남정희 : 채권자 역
- 김우석 : 손님 역
- 이완용 : 손님 역
- 홍성룡 : 사내 역
- 홍충길 : 사내 역
- 최영례 : 사내 역
- 조태봉 : 사내 역